# Швајцарска на Европском првенству у атлетици у дворани 2021.
Швајцарска је учествовала на 36. Европском првенству у дворани 2021 који се одржао у Торуњу, Пољска, од 4. до 7. марта. Ово је било тридесет шесто европско првенство у дворани на коме је Швајцарска учествовала, односно учествовала је на свим првенствима до данас. Репрезентацију Швајцарске представљало 21 такмичар (8 мушкараца и 13 жена) који су се такмичили у 12 дисциплина (5 мушких и 7 женских).
На овом првенству Швајцарска је делила 7 место по броју освојених медаља са 2 златне медаље. У табели успешности према броју и пласману такмичара који су учествовали у финалним такмичењима (првих 8 такмичара) Швајцарска је са 3 учесника у финалу заузела 15 место са 20 бодова.
| Плас. | Земља      | 1. место | 2. место | 3. место | 4. место | 5. место | 6. место | 7. место | 8. место | Бр. финал.-Бод. |
| ----- | ---------- | -------- | -------- | -------- | -------- | -------- | -------- | -------- | -------- | --------------- |
| 15.   | Швајцарска | 2-16     | –        | –        | –        | 1–4      | -        | -        | -        | 3-20            |

## Учесници
| Мушкарци: - Паскал Манчини — 60 м - Вилијам Реаис — 60 м - Рики Петрукиани — 400 м - Чарлс Девантаи — 400 м - Филипо Мођи — 400 м - Јонас Раес — 3.000 м - Брајан Пења — 60 м препоне - Финли Гаио — 60 м препоне | Жене: - Ајла дел Понте — 60 м - Саломе Кора — 60 м - Рикарда Диче — 60 м - Леа Шпрунгер — 400 м - Силке Леменс — 400 м - Селина Руц-Бихел — 800 м - Лоре Хофман — 800 м - Делиа Склабас — 800 м - Дитаји Камбунђи — 60 м препоне - Ноеми Цберен — 60 м препоне - Селина вон Јаковски — 60 м препоне - Саломе Ланг — Скок увис - Ангелика Мозер — Скок мотком |  |

## Освајачи медаља (2)

### Злато (2)
- Ајла дел Понте — 60 м
- Ангелика Мозер — Скок мотком

## Резултати

### Мушкарци
| Атлетичар       | Дисциплина   | Лични рекорд | Квалификације       | Квалификације | Полуфинале            | Полуфинале            | Финале                | Финале       | Детаљи                                   |
| Атлетичар       | Дисциплина   | Лични рекорд | Резултат            | Место         | Резултат              | Место                 | Резултат              | Место        | Детаљи                                   |
| --------------- | ------------ | ------------ | ------------------- | ------------- | --------------------- | --------------------- | --------------------- | ------------ | ---------------------------------------- |
| Паскал Манчини  | 60 м         | 6,60         | 6,73 (.728)         | 4. у гр. 6    | Нису се квалификовали | Нису се квалификовали | Нису се квалификовали | 27 / 63 (65) |                                          |
| Вилијам Реаис   | 60 м         | 6,66         | 6,74 (.734)         | 4. у гр. 4    | Нису се квалификовали | Нису се квалификовали | Нису се квалификовали | 28 / 63 (65) |                                          |
| Рики Петрукиани | 400 м        | 46,82        | 46,76 КВ, ЛР        | 2. у гр. 9    | 46,72 ЛР              | 3. у гр. 3            | Није се квалификовао  | 7 / 48 (49)  |                                          |
| Чарлс Девантаи  | 400 м        | 46,66        | 47,77               | 4. у гр. 3    | Нису се квалификовали | Нису се квалификовали | Нису се квалификовали | 33 / 48 (49) |                                          |
| Филипо Мођи     | 400 м        | 47,39        | 47,85 (.848)        | 4. у гр. 7    | Нису се квалификовали | Нису се квалификовали | Нису се квалификовали | 35 / 48 (49) |                                          |
| Јонас Раес      | 3.000 м      | 7:45,67      | 7:57,37             | 6. у гр. 1    |                       |                       | Нису се квалификовали | 21 / 31 (34) |                                          |
| Брајан Пења     | 60 м препоне | 7,70         | 7,82 (.816) КВ, ЛРС | 4. у гр. 1    | 7,87 (.867)           | 8. у гр. 2            | Нису се квалификовали | 22 / 35      | Архивирано на веб-сајту (30. април 2021) |
| Финли Гаио      | 60 м препоне | 7,81         | 7,86 (.859)         | 5. у гр. 5    | Није се квалификовао  | Није се квалификовао  | Није се квалификовао  | 25 / 35      |                                          |

#### Седмобој
| Дисциплина   | Симон Ехамер | Симон Ехамер     | Симон Ехамер | Симон Ехамер | Симон Ехамер | Симон Ехамер |
| Дисциплина   | Лич. рек.    | Рез.             | Бод.         | Плас.        | Укупно бод.  | Пласман      |
| ------------ | ------------ | ---------------- | ------------ | ------------ | ------------ | ------------ |
| 60 м         | 6,82         | 6,75 =РЕП60м, ЛР | 973          | 1.           | 973          | 1.           |
| Скок удаљ    | 7,73         | 7,89 ЛР          | 1.033        | 1.           | 2.006        | 1.           |
| Бацање кугле | 14,78        | 14,75            | 774          | 6.           | 2.780        | 1.           |
| Скок увис    | 1,95         | 1,95             | 758          | 10.          | 3.538        | 2.           |
| 60 препоне   | 7,80         | 7,82             | 1.028        | 2            | 4.566        | 2.           |
| Скок мотком  | 5,00         | БП               | 0            |              | 4.566        | 9.           |
| 1.000 м      | 2:51,14      | НС               |              |              |              |              |
| Укупно       | 6.092        | -                |              |              | НЗ           |              |

### Жене
| Атлетичарка         | Дисциплина   | Лични рекорд | Квалификације  | Квалификације | Полуфинале            | Полуфинале            | Финале                | Финале       | Детаљи                                   |
| Атлетичарка         | Дисциплина   | Лични рекорд | Резултат       | Место         | Резултат              | Место                 | Резултат              | Место        | Детаљи                                   |
| ------------------- | ------------ | ------------ | -------------- | ------------- | --------------------- | --------------------- | --------------------- | ------------ | ---------------------------------------- |
| Ајла дел Понте      | 60 м         | 7,14         | 7,26 КВ        | 1. у гр. 4    | 7,19 КВ               | 1. у гр. 2            | 7,03 СРС, ЕРС, =НР    |              |                                          |
| Саломе Кора         | 60 м         | 7,25         | 7,32 (.316) КВ | 3. у гр. 1    | 7,27 (.264)           | 3. у гр. 1            | Нису се квалификовале | 9 / 37 (40)  |                                          |
| Рикарда Диче        | 60 м         | 7,29         | 7,33 (.325) КВ | 4. у гр. 3    | 7,32 (.313)           | 6. у гр. 3            | Нису се квалификовале | 15 / 37 (40) |                                          |
| Леа Шпрунгер        | 400 м        | 51,28 НР     | 52,25 КВ       | 2. у гр. 5    | 52,64                 | 3. у гр. 3            | Нису се квалификовале | 10 / 39      | Архивирано на веб-сајту (30. април 2021) |
| Силке Леменс        | 400 м        | 53,37        | 54,48          | 4. у гр. 4    | Није се квалификовала | Није се квалификовала | Није се квалификовала | 38 / 39      | Архивирано на веб-сајту (30. април 2021) |
| Селина Руц-Бихел    | 800 м        | 2:00,38 НР   | 2:05,62 КВ     | 3. у гр. 2    | 2:07,47               | 6. у гр. 2            | Није се квалификовала | 17 / 34 (35) |                                          |
| Лоре Хофман         | 800 м        | 2:01,99      | 2:06,35 КВ     | 2. у гр. 4    | 2:03,58 КВ            | 2. у гр. 1            | 2:04,84               | 5 / 34 (35)  | Архивирано на веб-сајту (30. април 2021) |
| Делиа Склабас       | 800 м        | 2:01,93      | 2:07,04        | 5. у гр. 3    | Није се квалификовала | Није се квалификовала | Није се квалификовала | 29 / 34 (35) |                                          |
| Дитаји Камбунђи     | 60 м препоне | 8,10         | 8,05 КВ, EU20L | 2. у гр. 3    | 8,07 (.066)           | 5. у гр. 3            | Нису се квалификовале | 11 / 40 (44) | Архивирано на веб-сајту (30. април 2021) |
| Ноеми Цберен        | 60 м препоне | 8,10         | 8,20 КВ        | 2. у гр. 6    | 8,15 (.149)           | 6. у гр. 2            | Нису се квалификовале | 19 / 40 (44) | Архивирано на веб-сајту (30. април 2021) |
| Селина вон Јаковски | 60 м препоне | 8,10         | 8,18           | 6. у гр. 4    | Није се квалификовала | Није се квалификовала | Није се квалификовала | 40 / 40 (44) | Архивирано на веб-сајту (30. април 2021) |
| Саломе Ланг         | Скок увис    | 1,94         | 1,87           | 15.           |                       |                       | Није се квалификовала | 15 / 17      |                                          |
| Ангелика Мозер      | Скок мотком  | 4,65         |                |               |                       |                       | 4,75 ЛР               |              |                                          |

#### Петобој
| Дисциплина   | Аник Калин | Аник Калин | Аник Калин | Аник Калин | Аник Калин | Аник Калин |
| Дисциплина   | Лич. рек.  | Резултат   | Бод.       | Плас.      | Укупно     | Плас.      |
| ------------ | ---------- | ---------- | ---------- | ---------- | ---------- | ---------- |
| 60 м препоне | 8,14       | 8,23       | 1.077      | 2.         | 1.077      | 2.         |
| Скок увис    | 1,75       | НС         |            |            |            |            |
| Бацање кугле | 13,14      | НС         |            |            |            |            |
| Скок удаљ    | 6,47       | НС         |            |            |            |            |
| 800 м        | 2:18.56    |            |            |            |            |            |
| Петобој      | 4.507 НР   |            |            |            | НЗ         |            |